# Домициан (узурпатор)
Домициан (на латински: IMPERATOR CAESAR DOMITIANVS PIVS FELIX AVGVSTVS, Imperator Caesar Domitianus, Pious, Fortunate, Augustus) е римски военен командир и узурпатор, който се обявява за император на отцепилата се Галска империя (провинциите Галия и Британия) за кратко през 271 г.
Единствените исторически сведения, открити и сочещи за съществуването му са Зосим (i 49) и Historia Augusta (12.14). Нито един от двата източника обаче не казва, че той е бил император, а пишат за него като за високопоставен военен офицер, наказан за измяна от император Аврелиан.
Неписмените доказателства за неговото съществуване и управление са само 3 монети. Първата е открита в долината на река Лоара във Франция през 1900 като е била смятана за фалшификат, а втората е открита през 2003 г. в Англия, от иманяр аматьор с метал детектор, поставена в гърне с около 5000 други монети от периода 250 – 275 г.
През 2006 г. трети екземпляр от същия енигматичен узурпатор е бил намерен и някъде във Видинско в Северозападна България, като въпросната монета също е била открита и намерена от металдекеторист аматьор, и подобно на втората от Англия – също с помощта на металдетектор. Любопитна подробност в случая е, че монетата от Видинско е различна от известните две такива, открити съответно на територията на Франция и Англия. Докато те са с изображение на богинята Конкордия на реверса, за разлика от тях монетата от България има на реверса си изображение на богинята Летиция (надписът е съответно: LAET...(ITIA)... AVG). Уникалната монета (с размери съответно 16/18 мм и тегло 1,53 гр) се съхранява във фонда на НИМ – София, под инвентарен номер 45197.
Счита се, че управлението на Домициан е няколко дни. Той е убит от император Аврелиан за измяна, може би заради факта, че е сякъл свои монети.